# Desmopachria ovalis
Desmopachria ovalis är en skalbaggsart som beskrevs av Sharp 1882. Desmopachria ovalis ingår i släktet Desmopachria och familjen dykare. Inga underarter finns listade i Catalogue of Life.